# Romell Broom
Romell Broom (4 de junio de 1956 - Ohio, 28 de diciembre de 2020) fue un delincuente estadounidense que había sido condenado por asesinato, secuestro y violación. Sobrevivió a una inyección letal.

## Biografía
Fue declarado culpable en 1984 del secuestro y asesinato de Tryna Middleton, una chica de 14 años que caminaba de vuelta a casa después de un partido de fútbol en el Este de Cleveland, Ohio. En 2003, Broom aceptó una oferta del estado de Ohio para que se le realizara una prueba de ADN con la finalidad de demostrar su inocencia, sin embargo, los resultados de la prueba no lo excluyeron. La audiencia de clemencia llegó a la conclusión de que el informe de ADN no indica una coincidencia exacta, pero sí indica que la probabilidad de que Broom no sea el culpable es de 1 entre 2 300 000. Dicho de otro modo, otros 8 o 9 varones en el país tienen un perfil genético similar. Broom solicitó reiteradamente la repetición de la prueba de ADN por parte de agentes independientes y un cambio de equipo legal.

## Inyección letal fallida
El 15 de septiembre de 2009 Broom sobrevivió a su ejecución mediante inyección letal en la Prisión Sur (Southern Correctional Facility), de Lucasville (Ohio). Mientras intentaban aplicar la sentencia, el equipo médico encontró serias dificultades para poder acceder al torrente sanguíneo del condenado, mediante pinchazos en las venas, debido al mal estado en que se encontraban estas. Tras varios intentos fallidos de inocular los barbitúricos, se decidió suspender la ejecución, debido al alto nivel de daño físico que habían generado los múltiples pinchazos en distintas partes del cuerpo del condenado. El equipo médico nunca pudo acceder al torrente sanguíneo, y los barbitúricos nunca fueron inoculados. El gobernador del estado, Ted Strickland, decidió suspender la ejecución y posponerla una semana después de que el condenado hubiera recibido 18 pinchazos en diversas partes del cuerpo.
Michael O'Malley, Fiscal del condado de Cuyahoga, solicitó que la Corte Suprema de Ohio establezca una fecha de ejecución, ya que por 7 años Broom ha detenido con apelaciones su ejecución.
En 2016, la Corte Suprema de los Estados Unidos rechazó los argumentos de Broom de que un segundo intento equivaldría a un castigo cruel e inusual y un doble peligro.
En 2017, los abogados de Broom dijeron en un archivo que Broom tiene importantes apelaciones pendientes y que el estado no debería tener prisa por establecer una nueva fecha.
Murió el 28 de diciembre de 2020, a los 64 años, de COVID-19.